# Mistrz Legendy św. Katarzyny
Mistrz Legendy św. Katarzyny – flamandzki malarz czynny w Brukseli w latach 1470-1500 lub 1460-1510).

## Życie i działalność artystyczna
Jego przydomek pochodzi od tablic ukazujących sceny z życia św. Katarzyny. Był kontynuatorem stylu Rogiera van der Weydena; z tego też powodu często utożsamiano go z synem Weydena, Pieterem. Prawdopodobnie był nauczycielem Mistrzem Legendy św. Barbary, z którym wykonał Ołtarz Hioba (Tryptyk Claudio Villi) z ok. 1485-1490 oraz Ołtarz z Melbourne z lat 1492-1495.

## Identyfikacja
W XIX wieku pace Mistrza Legendy św. Katarzyny przypisywane były Janowi van Eyckowi oraz Hansowi Memlingowi. W 1902 roku na wystawie Exposition des primitifs Flamands à Brugii jeden z jego obrazów Msza świętego Grzegorza z Metropolitan Museum of Arts przypisany został anonimowemu mistrzowi, naśladowcy wan der Weydena, ze szkoły brukselskiej. Po raz pierwszy przydomek anonimowemu artyście nadał Max Jacob Friedländer.